# 79826 Finardi
79826 Finardi este o planetă minoră (asteroid) din centura de asteroizi. A fost descoperită pe 17 noiembrie 1998 la Pianoro de Vittorio Goretti⁠(d). 
Obiectul prezintă o orbită caracterizată de o semiaxă mare de 2,5816731063743 UAi, o excentricitate de 0,23, o înclinație de 3,7 ° în raport cu ecliptica.